# Tabounte
Tabounte (arabiska: تبونت) är en ort i Marocko, som i folkräkningen räknas som stad i landskommunen Tarmigt. Den ligger i provinsen Ouarzazate och regionen Drâa-Tafilalet, 300 km söder om huvudstaden Rabat. Antalet invånare var 31 072 vid folkräkningen 2014.